# Internationale Bodensee-Konferenz

Logo

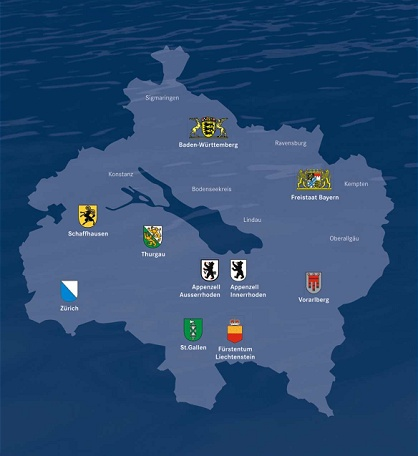
IBK Gebietskarte

Die Internationale Bodensee-Konferenz (IBK) ist ein kooperativer Zusammenschluss der an den Bodensee angrenzenden und mit ihm verbundenen deutschen Länder Bayern und Baden-Württemberg, der Schweizer Kantone Schaffhausen, St. Gallen, Thurgau, Zürich, Appenzell Ausserrhoden und Appenzell Innerrhoden, des österreichischen Bundeslands Vorarlberg und des Fürstentums Liechtenstein.
Gegründet wurde die Bodenseekonferenz im Jahr 1972 aufgrund der Notwendigkeit sich in Umwelt- und Gewässerschutzfragen grenzübergreifend abzustimmen. Sie hat das Ziel, die Bodenseeregion als Lebens-, Natur-, Kultur- und Wirtschaftsraum zu erhalten, zu fördern und dabei die regionale Zusammengehörigkeit über die Grenzen hinweg zu stärken. Die IBK bildet als Plattform der Regierungen und Verwaltungen den Kern eines Netzwerks der grenzüberschreitenden Zusammenarbeit in der Bodenseeregion auf den Themengebieten Umwelt, Bildung, Forschung, Verkehr, Wirtschaft, Tourismus oder Gesundheit und Soziales.
Die Internationale Bodensee-Konferenz versucht, grenzbedingte Hemmnisse abzubauen, und koordiniert eine gemeinsame Außendarstellung der Euregio Bodensee. Am 15. Dezember 2017 unterzeichneten die Regierungschefs das Leitbild und die Strategie der IBK für die Bodenseeregion.

## Organisation

### Regierungschef-Konferenz der IBK
Die Konferenz der Regierungschefs ist das oberste Gremium der IBK. Die Regierungschefs der IBK beraten regelmäßig über gemeinsame politische Anliegen und Ziele in der Region. Sie beschließen die Schwerpunkte des Arbeitsprogramms, legen Budgets fest, verabschieden Resolutionen an die Mitgliedsländer sowie Empfehlungen an die Regierungen der Staaten und an Institutionen der europäischen Zusammenarbeit.

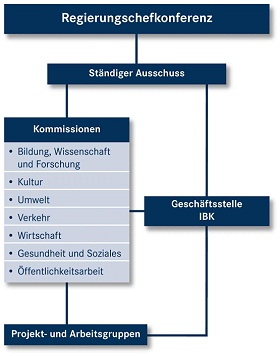
Organigramm der IBK

### Ständiger Ausschuss
Der Ständige Ausschuss fungiert als operatives Organ. Dieser tagt dreimal im Jahr. Ihm gehören die obersten Funktionsträger der Verwaltungen an. Der Ausschuss führt die laufenden Geschäfte, setzt Kommissionen sowie Arbeits- und Projektgruppen ein, koordiniert deren Arbeit, überwacht den Haushalt und pflegt Kontakte zu anderen Institutionen. Die Kommissionen führen gemeinsame Projekte durch oder regen solche an. Es bestehen die Kommissionen Bildung, Wissenschaft und Forschung, Kultur, Umwelt, Verkehr, Wirtschaft, Gesundheit und Soziales sowie Öffentlichkeitsarbeit. Spezielle Projektgruppen wurden bei Bedarf vom Ständigen Ausschuss eingesetzt. Als solche bestanden:
- Weltkulturlandschaft Bodensee (2004–2005)
- Vogelgrippe H5N1 (2005–2006)
- Leitbild (2007–2008)
- Projektsteuerung Bodensee Agenda 21 (2008–2010)
- Vermittlung UNESCO-Welterbe Pfahlbauten am Bodensee und Zürichsee (2012–2019)

Die Arbeitsgruppen werden von den Kommissionen mit Zustimmung des Ständigen Ausschusses zur Bearbeitung von Fragestellungen eingesetzt. Beispiele hierfür sind:
Umwelt:
- Plattform Klimaschutz und Energie
- Plattform Luft
- Arbeitsgruppe Landwirtschaft und Umwelt

Wirtschaft:
- Arbeitsgruppe Arbeitsmarkt
- Arbeitsgruppe grenzüberschreitende berufliche Bildung
- Arbeitsgruppe Tourismus
- Arbeitsgruppe Statistikplattform Bodensee

Verkehr:
- Fachausschuss Bodan-Rail 2020
- Koordinationsausschuss Bodensee-Ticket (vormals: Tageskarte Euregio Bodensee)

### Vorsitz der IBK
Der IBK-Vorsitz wechselt jährlich in ein anderes Mitgliedsland oder -kanton. Der Vorsitz führt die laufenden Geschäfte für die Regierungschefkonferenz und den Ständigen Ausschuss und wird darin von der IBK-Geschäftsstelle unterstützt.
- 2012: Kanton Appenzell Ausserrhoden
- 2013: Freistaat Bayern
- 2014: Kanton Appenzell Innerrhoden
- 2015: Land Baden-Württemberg
- 2016: Kanton Zürich[3]
- 2017: Fürstentum Liechtenstein
- 2018: Kanton Schaffhausen
- 2019: Kanton Thurgau[4]
- 2020: Land Vorarlberg[5]
- 2021: Kanton St. Gallen[6]
- 2022: Kanton Appenzell Ausserrhoden[7]
- 2023: Freistaat Bayern[8]
- 2024: Kanton Appenzell Innerrhoden
- 2025: Land Baden-Württemberg[9]

### Geschäftsstelle der IBK
Die Geschäftsstelle mit Sitz in Konstanz unterstützt die Gremien der IBK, ist Ansprechpartner für Fragen zur grenzüberschreitenden Zusammenarbeit und informiert über die Bodenseeregion, ihre Länder und Kantone. Zudem vermittelt sie Kontakte zu öffentlichen Verwaltungen und Einrichtungen. Sie fungiert zudem als Schnittstelle von IBK zur Arbeitsgemeinschaft Europäischer Grenzregionen (AGEG) oder zur Raumordnungskommission Bodensee (ROK-B). Sie wird durch das Regierungspräsidium Freiburg verwaltet.

### Kommissionen
Es gibt sieben Kommissionen:
- Bildung, Wissenschaft und Forschung
- Kultur
- Umwelt
- Verkehr
- Wirtschaft
- Gesundheit und Soziales
- Öffentlichkeitsarbeit

## Projekte und Initiativen
Die IBK verfügt über ein eigenes Budget und fördert daraus Projekte aus den Bereichen Bildung, Wissenschaft und Forschung, Kultur, Umwelt, Natur und Energie, Verkehr, Wirtschaft, Arbeit und Tourismus, Gesundheit und Soziales sowie Öffentlichkeitsarbeit. Initiativen sind unter anderem:
- Förderpreise à 10.000 Schweizer Franken in wechselnden Kultursparten.[11]
- Die Internationale Bodensee-Hochschule (IBH) ging auf ihre Initiative zurück.[12]
- Die Bodensee Agenda 21 ist ein Projekt zur Umsetzung der Ergebnisse des Umweltgipfels in Rio in der Bodenseeregion.[13]
- Das Lehrlingsaustauschprogramm xchange.[14]
- Die jährliche Tagung der Nobelpreisträger in Lindau wird durch die IBK unterstützt.[15]
- Die IBK ist beratendes Mitglied des Interreg-Programms Alpenrhein-Bodensee-Hochrhein.[16]
- Statistikplattform Bodensee, u. a. mit Arbeitsmarktmonitoring.[17]
- Vereinigung der Bodensee Industrie- und Handelskammern (B-IHK).[18]
- Kleinprojektefonds, zur Förderung kleiner grenzüberschreitender Projekte für interkulturelle Begegnung und Austausch beispielsweise in den Bereichen Kultur, Tourismus, Natur, Sport, oder Bildung.
- IBK-Künstlerbegegnung
- Bodensee-Ticket (vormals: Tageskarte Euregio Bodensee)
- Bodan-Rail 2040 (Vorgänger-Projekt: Bodensee-S-Bahn, das 2010 eingestellt wurde)[19]
- Jugendprojekt Europakonzil zur Förderung des nationen- und generationsübergreifenden Dialogs[20]
- Industrie 4.0 für die Digitalisierung der Industrie[20]
- IBK-Nachhaltigkeitspreis[21]
- Internationales Wirtschaftskonzil Bodensee[22]